# 47 Bootis
Désignations
47 Bootis, également désignée k Bootis, est une étoile binaire de la constellation du Bouvier, située à 261 ± 2 a.l. (∼ 80 pc) de la Terre.